# Konská (Žilina)
Konská (ungarisch Kunfalva, bis Ende des 19. Jahrhunderts Konszka) ist eine Gemeinde im Norden der Slowakei mit 1676 Einwohnern (31. Dezember 2024) im Okres Žilina, einem Kreis des Žilinský kraj.

## Geographie

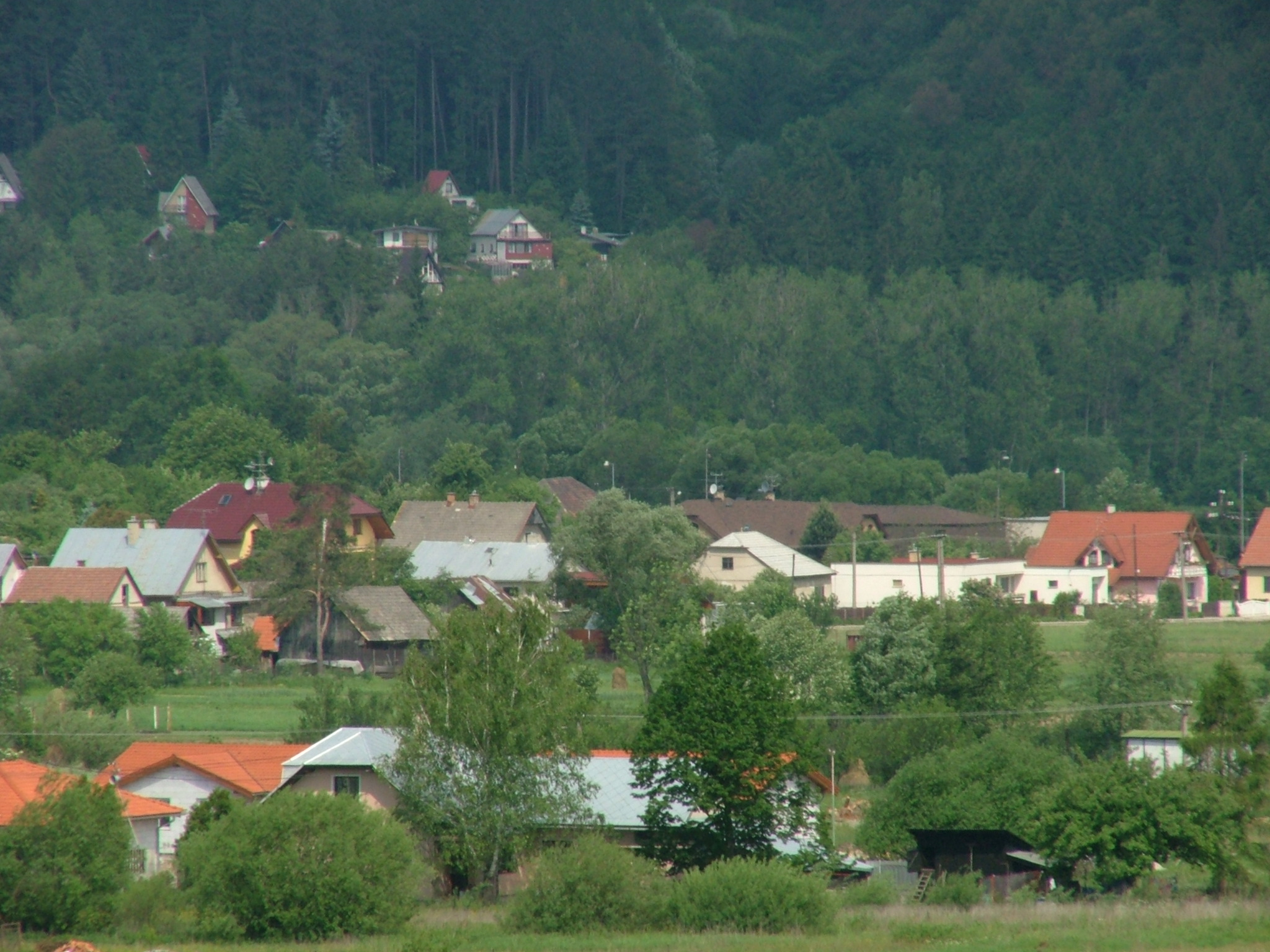
Ansicht des unteren Teils von Konská

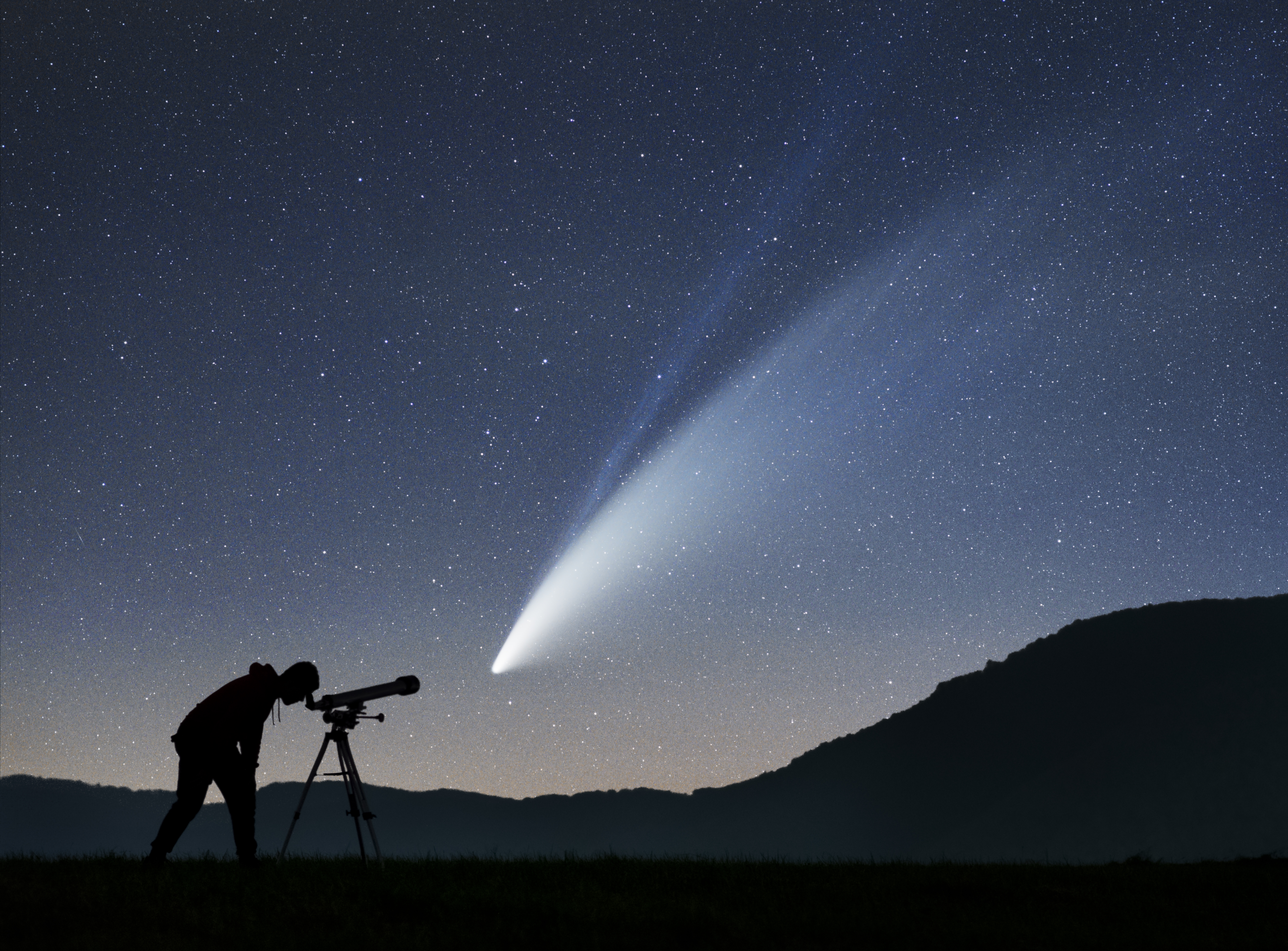
Beobachtung des Kometen C/2020 F3 (NEOWISE) in der Nähe von Konská

Das Dorf Konská liegt im südwestlichen Teil des Talkessels Žilinská kotlina am Ende des Tals Porubská dolina, das in die Kleine Fatra hin reicht. Das 5,3 km² große Gemeindegebiet besteht aus braunem Waldböden sowie aus Kiessedimenten des Baches Porubský potok, einem Zufluss der Rajčanka.
Das Ortszentrum liegt auf einer Höhe von 455 m und 18 Kilometer südlich von Žilina.

## Geschichte
Der Ort wurde zum ersten Mal im Jahr 1350 als Villa Kunzka schriftlich erwähnt, zwischen 1888 und 1951 war Rajecké Teplice offizieller Teil des Dorfes.

## Bevölkerung
| Jahr                | 1994 | 2004     | 2014     | 2024     |
| ------------------- | ---- | -------- | -------- | -------- |
| Anzahl der Personen | 1176 | 1350     | 1505     | 1676     |
| Unterschied         |      | +14,79 % | +11,48 % | +11,36 % |

| Jahr                | 2023 | 2024    |
| ------------------- | ---- | ------- |
| Anzahl der Personen | 1679 | 1676    |
| Unterschied         |      | −0,17 % |

Ergebnisse nach der Volkszählung 2001 (1300 Einwohner):
| Nach Ethnie: - 99,77 % Slowaken - 0,08 % Tschechen | Nach Konfession: - 98,00 % römisch-katholisch - 0,69 % keine Angabe - 0,62 % konfessionslos |

## Bauwerke
- römisch-katholische Kirche Hl. Katharina von Alexandria im klassizistischen Stil, 1840 erbaut